# 時岡忍
時岡 忍（ときおか しのぶ、1937年6月8日 - ）は、日本の政治家。初代福井県大飯郡おおい町長。

## 来歴
福井県大飯郡大飯町（現・おおい町）出身。1961年大阪工業大学卒業。1999年から旧大飯町長を2期務めたあと、2006年の旧名田庄村との合併で誕生したおおい町の初代町長となり、3期務めた。
2012年には、関西電力大飯発電所3、4号機における再稼働の決断に尽力した。